# Hervormde kerk (Giessen)

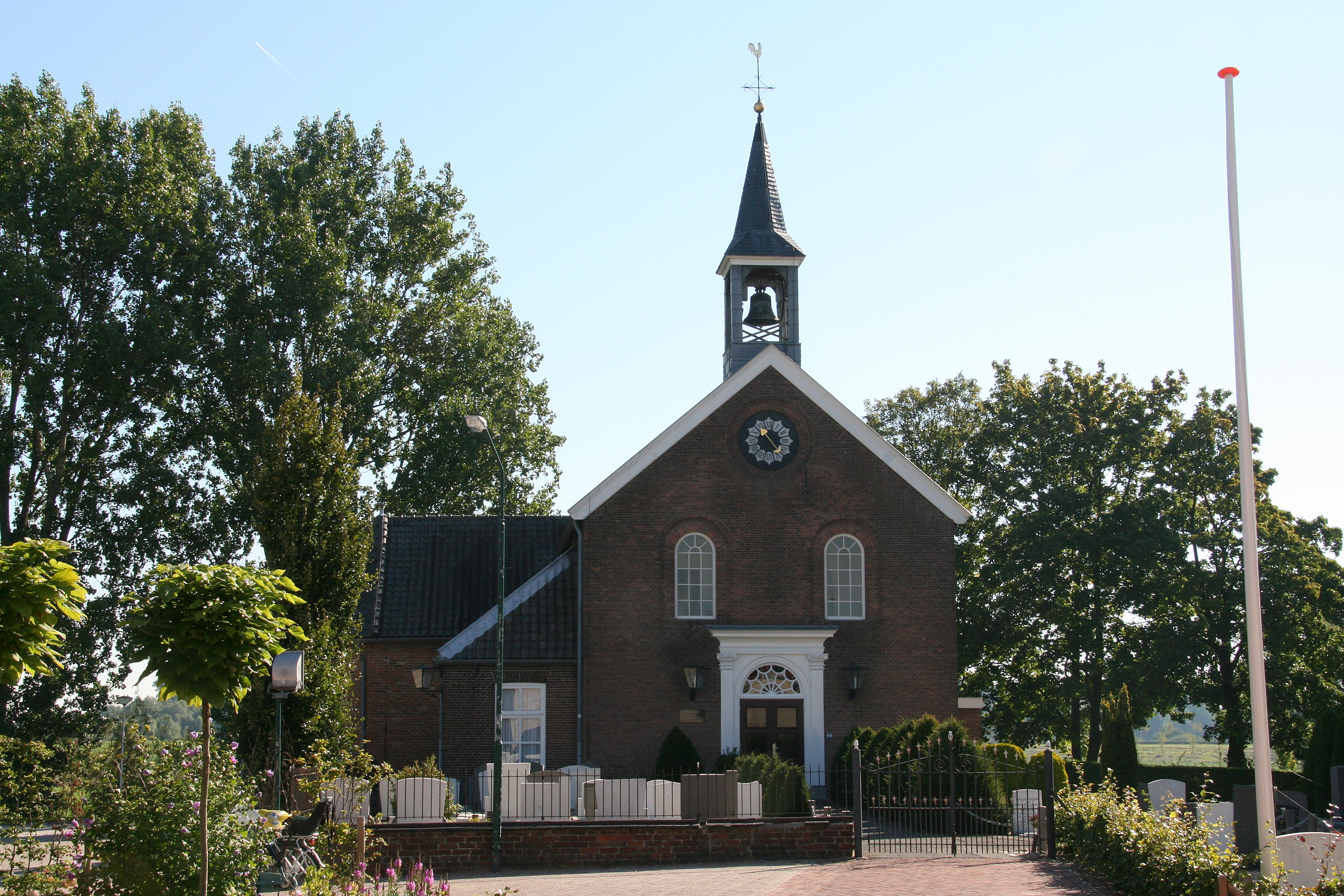

De Hervormde kerk te Giessen is een buitendijks op een terp gelegen kerkgebouw waarvan het koor uit de 14e eeuw stamt.

## Geschiedenis
Reeds in de 11e eeuw bezat Giessen een tufstenen kerkje. Dit was slechts 8 bij 16 meter groot en had waarschijnlijk een houten bovenbouw. Deze kerk werd in 1275 ondermijnd door de Alm, door de bedding waarvan de Maas zich brak. In 1285 begon men met de herbouw van het kerkje op de fundamenten van het oude gebouw. Tevens werd een terp aangebracht om de kerk beter tegen het water te beschermen. Ook dit nieuwe kerkje was van tufsteen. Het was gewijd aan de Heilige Agnes. Omstreeks 1400 werd een toren bij de kerk gebouwd, die waarschijnlijk tamelijk hoog was. Ná 1572 werd de kerk genaast door de Hervormden en een Hervormde kerk, wat ze sindsdien is gebleven. In 1755 viel de toren om, daar deze door de regelmatig optredende overstromingen was ondermijnd. In 1763 werd de hernieuwde kerk ingewijd en in 1856 vond, gezien de bouwkundige toestand van het gebouw, nogmaals een grondige vernieuwing plaats waarbij een groot deel van de kerk werd gesloopt. Het veelhoekige bakstenen koor uit de 14e eeuw bleef behouden.
In 1963 werden de fundamenten van een dwarskapel uit 1285 blootgelegd. De opgravingen vonden plaats in verband met het feit dat de kerk met een zijbeuk werd uitgebreid. Deze zijbeuk begon ook te verzakken, maar toen in 1997 de winterdijk werd verlegd, werd de situatie stabieler.

## Interieur
Het orgel dateert van 1922. Het werd gebouwd door de Rotterdamse firma A. Standaart. De 525 kilogram wegende luidklok is uit 1948. Voorts bezit de kerk een kansel in Lodewijk XV-stijl en twee koperen kroonluchters uit omstreeks 1700.